# خيرمان لوبيز
خيرمان لوبيز (بالإسبانية: Germán López)‏ هو سياسي أرجنتيني، ولد في 30 نوفمبر 1919 في بوينس آيرس في الأرجنتين، وتوفي بنفس المكان في 1989. حزبياً، نشط في الاتحاد المدني الراديكالي.